# Madesjösjön
Madesjösjön är en sjö i Nybro kommun i Småland och ingår i Ljungbyåns huvudavrinningsområde. Sjön är 2,8 meter djup, har en yta på 0,243 kvadratkilometer och befinner sig 89,3 meter över havet. Vid provfiske har bland annat abborre, braxen, gädda och mört fångats i sjön.

## Delavrinningsområde
Madesjösjön ingår i det delavrinningsområde (628995-150297) som SMHI kallar för Ovan Bolanders Bäck. Medelhöjden är 100 meter över havet och ytan är 25,8 kvadratkilometer. Räknas de 2 avrinningsområdena uppströms in blir den ackumulerade arean 104,72 kvadratkilometer. Smedstorpsån (S:t Sigfridsån) som avvattnar avrinningsområdet har biflödesordning 2, vilket innebär att vattnet flödar genom totalt 2 vattendrag innan det når havet efter 33 kilometer. Avrinningsområdet består mestadels av skog (66 procent) och jordbruk (15 procent). Avrinningsområdet har 0,25 kvadratkilometer vattenytor vilket ger det en sjöprocent på 1 procent. Bebyggelsen i området täcker en yta av 2,26 kvadratkilometer eller 9 procent av avrinningsområdet.

## Fisk
Vid provfiske har följande fisk fångats i sjön:
- Abborre
- Braxen
- Gädda
- Mört
- Sarv
- Sutare